# Institut français de Grèce
Pour les articles homonymes, voir IFG et IFA.
L’Institut français de Grèce (IFG), anciennement appelé Institut français d’Athènes (IFA), est un organisme d'action et de coopération culturelles fondé en 1907. Il est parfois appelé l'Académie. L'institut français de Grèce a trois autres établissements situés à Larissa, Patras et Thessalonique.
Actuellement, l’IFG demeure le lieu principal des échanges culturels et scientifiques franco-helléniques, et l’instrument de la coopération entre les deux pays. Son objectif est de faire en sorte qu'à long terme, les élites intellectuelles, politiques, administratives, créatives, voire économiques de Grèce, continuent de se référer à la France comme source d’inspiration, porteuse de valeurs, pôle d’excellence intellectuel et scientifique, moteur et point de repère dans l’évolution du monde.

## Historique
Cet établissement, est situé au 31 de la rue Sina. Jusqu'en 1981, année d'ouverture du Lycée franco-hellénique à Agía Paraskeví, l'IFA assure la scolarité française (école maternelle et élémentaire, collège, lycée). L'institut est complémentaire de l’École française d'Athènes, qui est un établissement universitaire français fondé en 1846. Il a exercé son rayonnement non seulement par ses activités culturelles mais aussi par son service de publications. 

Durant la période de la dictature militaire (1967-1974) il continue de jouer son rôle, gagnant ainsi la reconnaissance des Grecs. 
Depuis 2001, l'institut organise au printemps, à Athènes puis Thessalonique, un festival du film francophone de Grèce.